# Jagdspinnen
Die Jagdspinnen (Pisauridae), auch Raubspinnen genannt, bilden eine artenreiche Familie innerhalb der Ordnung der Webspinnen. Die Arten der Familie sind vorwiegend in den tropischen und subtropischen Gebieten der Welt verbreitet. In Mitteleuropa sind drei Vertreter der Familie anzutreffen: die Gerandete Jagdspinne (Dolomedes fimbriatus), die Gerandete Wasserspinne (Dolomedes plantarius) und die Listspinne (Pisaura mirabilis).
Die Biologie der Jagdspinnen weist viele Gemeinsamkeiten mit anderen zur Überfamilie der Wolfspinnenartigen (Lycosoidea) zählenden Spinnen auf. Es handelt sich zumeist um freilaufende Spinnen, deren Mehrheit demzufolge kein Spinnennetz anlegt, sondern als Lauerjäger auf Beute wartet. Die Arten der Uferjäger (Dolomedes) vollführen eine für Spinnen einzigartige amphibische Lebensweise und bewegen sich nicht selten auf der Wasseroberfläche fort. Genauso können Arten dieser Gattung etwa bei Störungen auch unter Wasser tauchen und dort im Falle einiger Arten auch über eine Stunde verweilen.
Jagdspinnen besitzen wie viele Spinnen der Wolfspinnenartigen ein vor der Paarung auftretendes ausgeprägtes Balzverhalten, das sich nicht selten aus jeweils arteigenen Bewegungen der Geschlechtspartner zusammensetzt. Das Männchen der Listspinne übergibt sogar ein erlegtes Beutetier als „Brautgeschenk“ an das Weibchen. Der einige Zeit nach der Paarung von den weiblichen Jagdspinnen angelegte Eikokon wird vom Weibchen in ein von diesem angelegten und charakteristischen Brutgespinst befestigt und dort bewacht. Gleiches gilt für die anfangs dort verbleibenden Jungspinnen, ehe diese sich voneinander und ihrer Mutter trennen und selbstständig heranwachsen.

## Merkmale

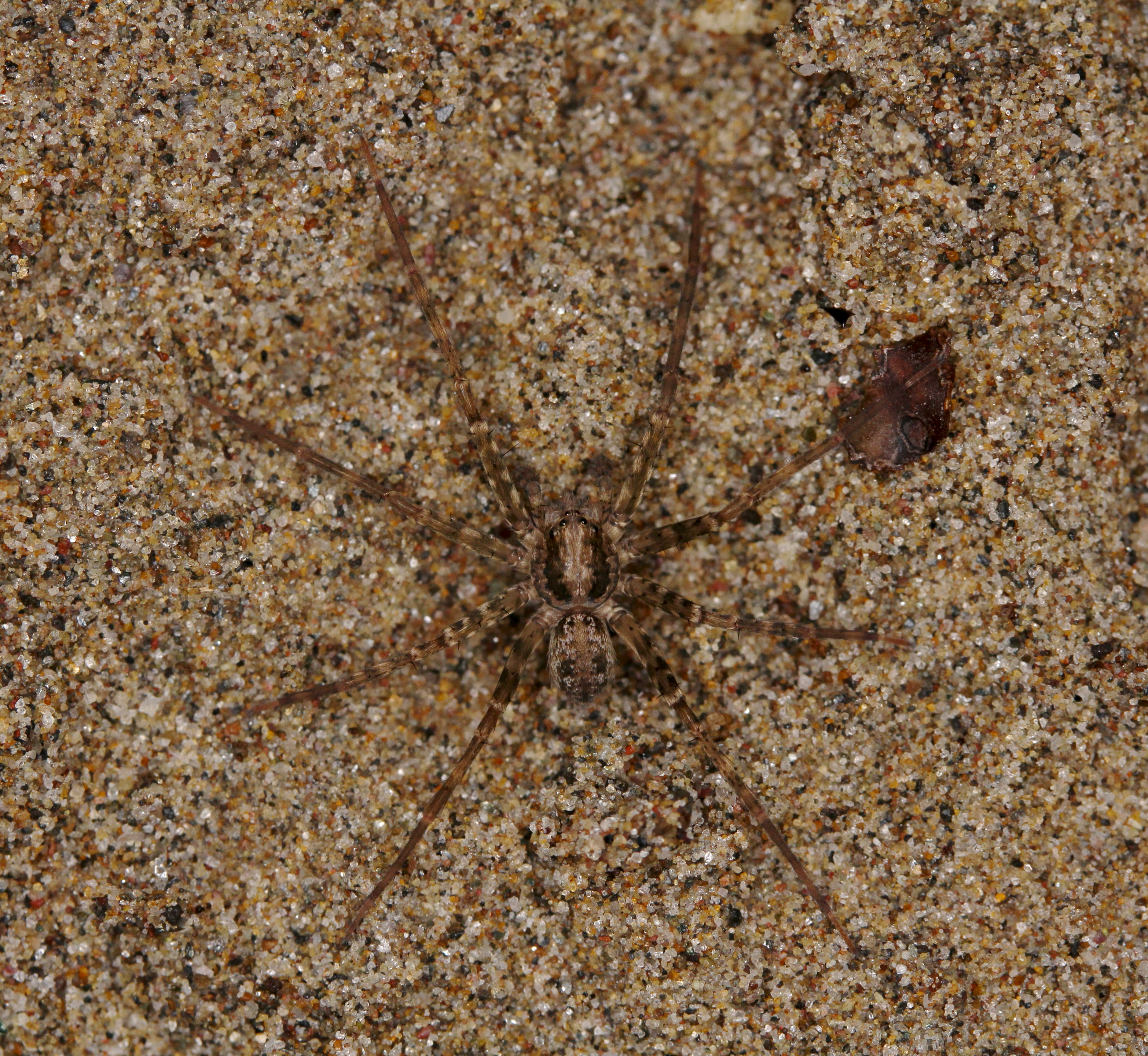
Dorsalansicht einer männlichen Jagdspinne

Bei den Jagdspinnen handelt es sich mit einer Körperlänge von 8 bis 30 Millimeter um mittel- bis sehr große Vertreter der Echten Webspinnen (Araneamorphae). Die zu den Uferjägern (Dolomedes) gehörende Gerandete Jagdspinne (D. fimbriatus) sowie die Gerandete Wasserspinne (D. plantarius) zählen mit einer Körperlänge von über 20 Millimetern zu den größten in Mitteleuropa vorkommenden Spinnenarten. Die Färbungen der Tiere können recht kryptisch sein.

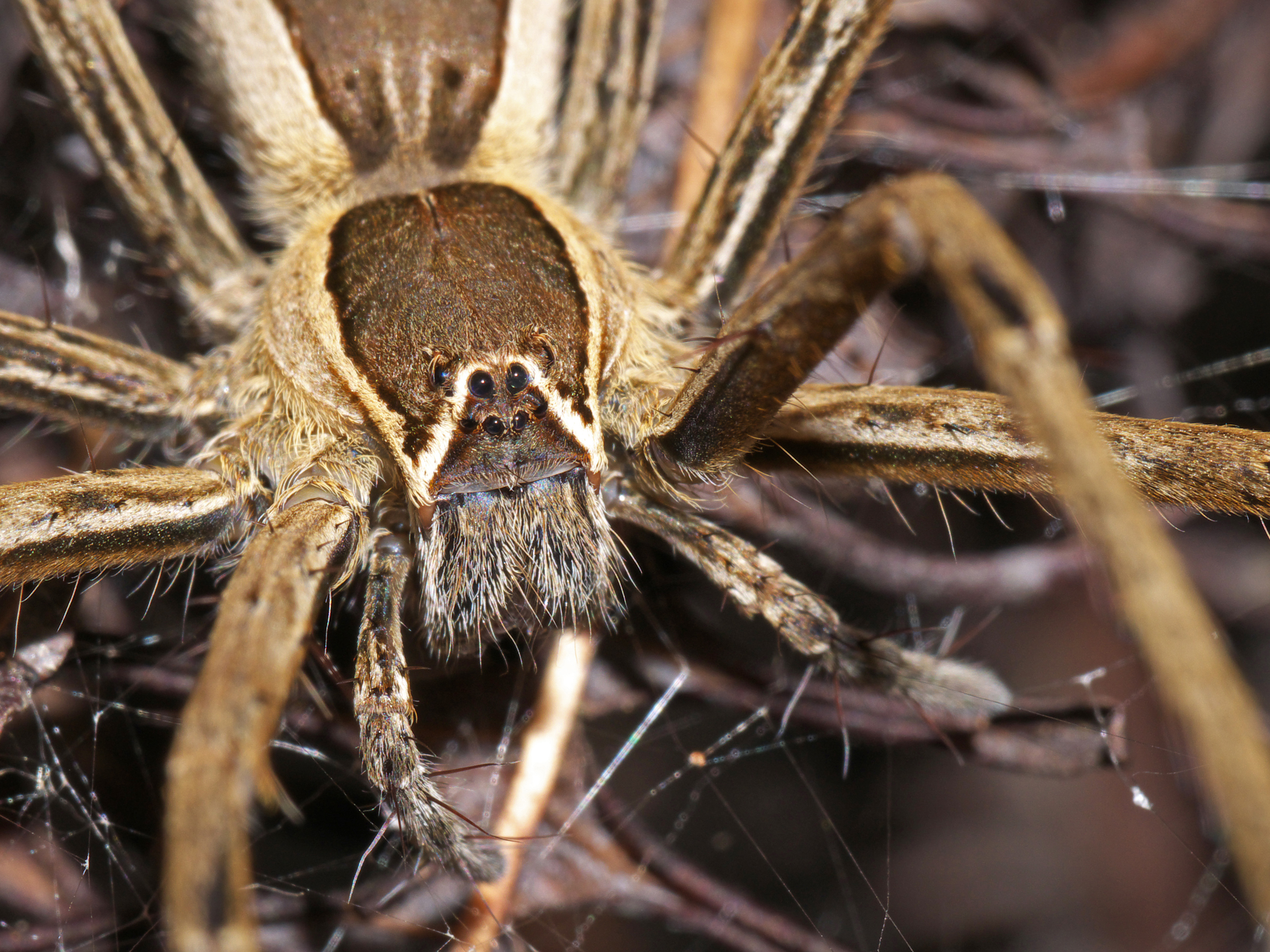
Frontale Detailansicht einer weiblichen Jagdspinne mit den hier gut erkennbaren Augen

Der Carapax (Rückenschild des Prosomas, bzw. Vorderkörpers) ist bei den Arten der Jagdspinnen länger als breit sowie mit gefiederten Setae (chitinisierten Haaren) bedeckt. Außerdem ist der Carapax verglichen mit dem anderer Spinnen flach. Nicht selten ist er mit weißen Längsbändern versehen. Der Clypeus (Abschnitt zwischen dem vorderen Augenpaar und dem Rand des Carapax) ist bei einigen Gattungen mit stumpfen Höckern an dem anterolateralen (vorderen und seitlichen) Rand. Die acht Augen sind in zwei, drei oder vier übereinander befindlichen Reihen angeordnet. Je nach Anzahl der Reihen lautet deren Formationen dann entweder 4-4, 4-2-2 oder 2-2-2-2. Wenigstens eines der Augenpaare befindet sich immer auf einem schwach ausgeprägten Tuberkel (zahnartiges Gebilde), während die zweite Augenreihe bei allen Jagdspinnen auf einem gitterförmigen Tapetum befindlich ist. Die Cheliceren (Kieferklauen) sind vergleichsweise groß und kräftig gebaut. Ihre Furchen sind mit je nach Gattung unterschiedlich vielen Zähnen ausgestattet. Das Labium (sklerotisierte bzw. gehärtete Platte zwischen den Laden, bzw. umgebildeten Coxen oder Hüftgliedern der Pedipalpen an der Vorderseite des Sternums) ist wie der Carapax länger als breit. Gleiches trifft auf das Sternum (Brustschild des Prosomas) zu, dessen Spitze abgestumpft ist.

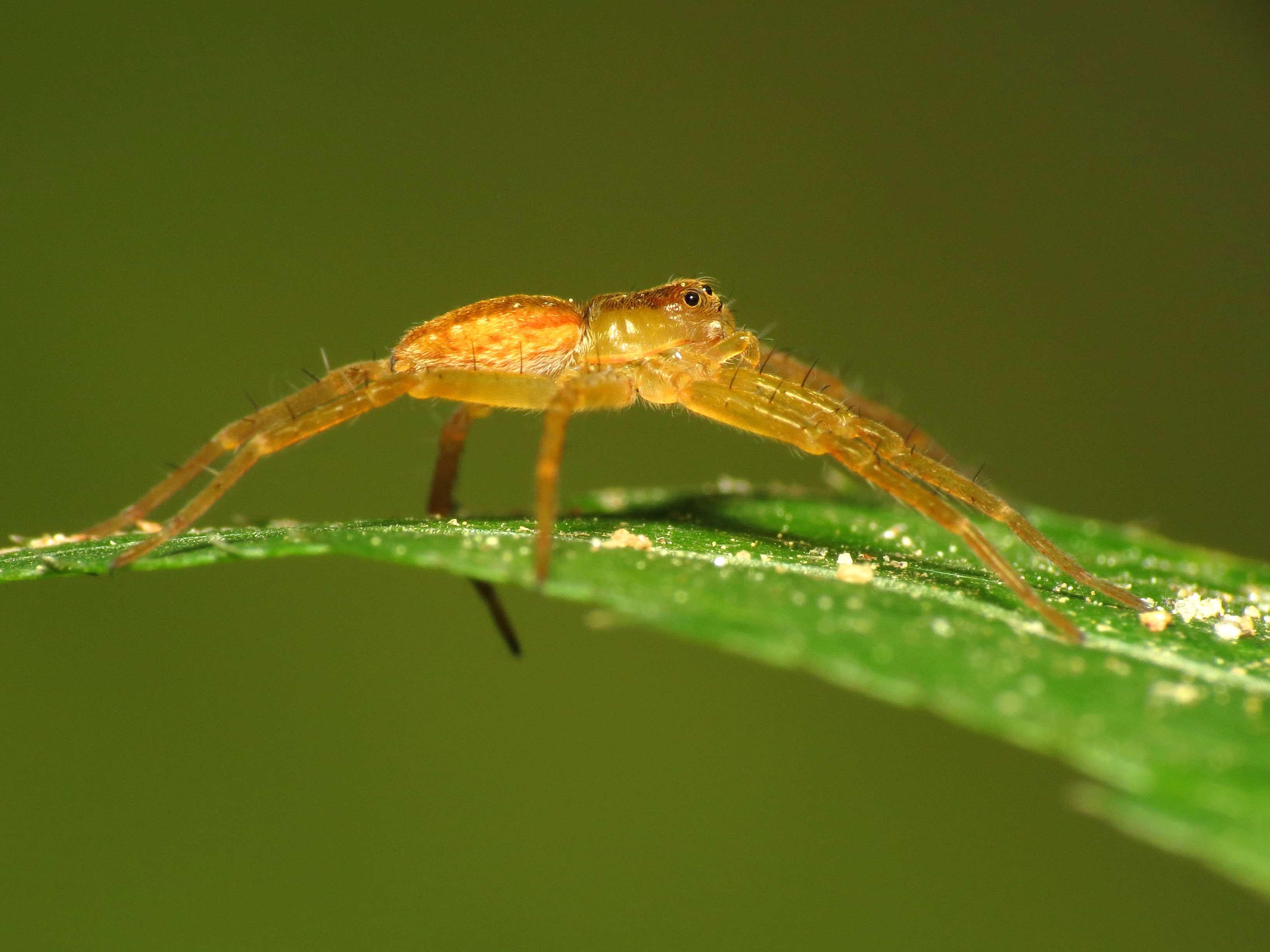
Lateralansicht einer jungen Jagdspinne mit gut erkennbaren Beinstrukturen

Die Beine der Jagdspinnen sind lang und im Regelfall kräftig gebaut. Außerdem sind sie häufig radial vom Körper hin nach außen positioniert. Bei manchen Jagdspinnen sind die Beine außerdem ähnlich wie bei Krabben seitlich ausgelegt. Die Femora (Schenkel), die Patellae (Glieder zwischen Femora und Tibien), die Tibien (Schienen) und die Metatarsen (Fersenglieder) sind mit Setae bedeckt, während die Tarsen (Fußglieder) über mehrere Trichobothria (Tasthaare) verfügen, die entweder in zwei Reihen angeordnet oder verstreut sind. An den Tarsen befinden sich je drei Klauen sowie ein Pseudosegment. Die unpaarigen Klauen besitzen wiederum jeweils zwei bis drei Zähne. Die Trochanter (Schenkelringe) sind tief eingekerbt. Die Tarsen der Pedipalpen (umgewandelte Extremitäten im Kopfbereich) sind vergleichsweise lang und verfügen jeweils über eine stark ausgeprägte gezahnte Klaue.

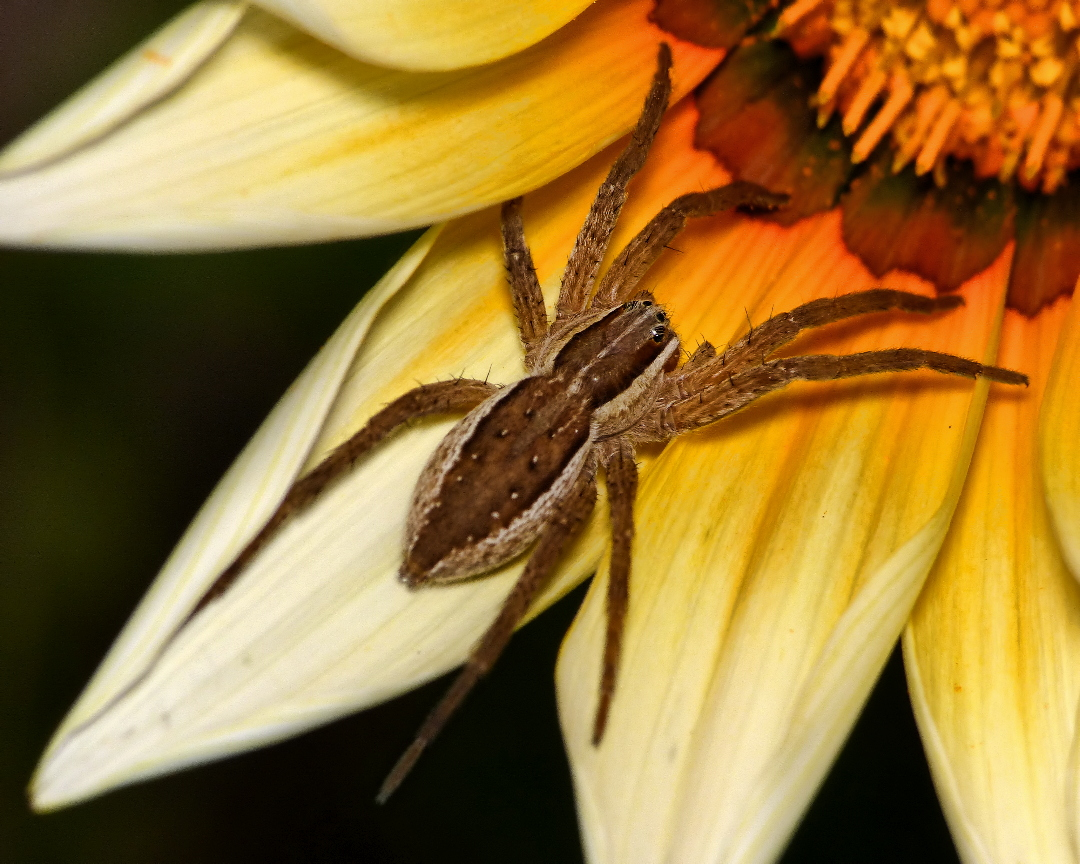
Rückansicht einer weiblichen Jagdspinne mit gutem Blick auf das Opisthosoma

Das Opisthosoma (Hinterleib) erscheint verlängert und verjüngt sich in posteriore (hintere) Richtung. Außerdem ist es zumeist wie der Carapax mit federartigen Setae bekleidet. Bei wenigen Arten hat das Opisthosoma eine ovale Form. Die Farbmuster dieses Körperabschnitts können sich genauso wie beim Carapax aus weißen Längsbändern, dazu jedoch außerdem aus einem Folium (Blattzeichnung) oder Flecken zusammensetzen. Im Falle der Jagdspinnen befinden sich am Opisthosoma zwei Buchlungen. Die Stigmen (Atemöffnungen) liegen nah bei den Spinnwarzen, die wie bei den meisten Spinnen je zu drei Paaren angegliedert sind. Davon sind die Spinnwarzen des anterioren (vorhergehenden) Paares etwa genauso groß wie die des posterioren.

### Genitalmorphologische Merkmale

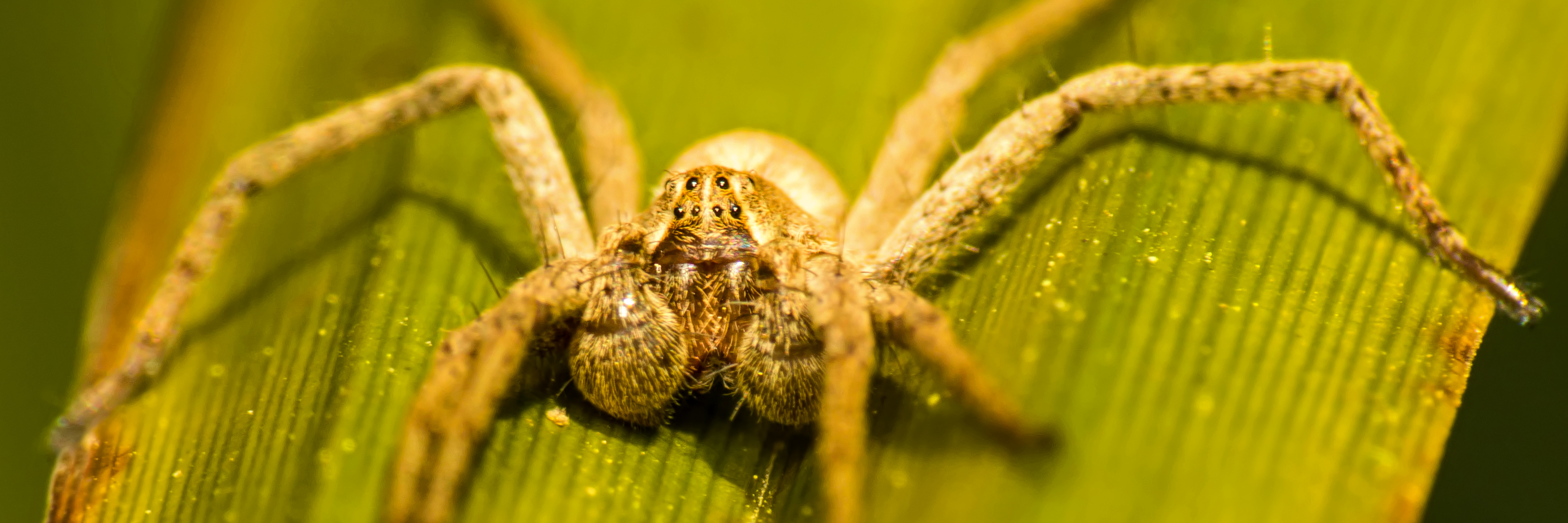
Frontale Detailansicht einer männlichen Jagdspinne mit gut erkennbaren Bulbi

Die Pedipalpen besitzen bei den Männchen der Jagdspinnen oftmals eine tibiale Apophyse (chitinsierter Fortsatz). Ein einzelner Bulbus (männliches Geschlechtsorgan) ist bei den Arten dieser Familie ovalförmig und seine Längsachse ist häufig geneigt. Das Cymbium (erstes Sklerit, bzw. Hartteil des Bulbus) ist meistens in anteriore Richtung hin verlängert. Am Bulbus ist eine mediane (mittlere) Apophyse vorhanden, die häufig über teguläre (rückseitige) Fortsätze verfügt. Diese Apophyse ist weich oder sklerotisiert und von verschiedener Länge. Darüber hinaus ist sie manchmal gefurcht sowie gelegentlich als Konduktor (Leiter) fungierend. Selten fehlt diese Apophyse. Vom Tegulum (zweites Sklerit des Bulbus) geht bei einigen Arten ebenfalls eine teguläre Apophyse aus, die oft groß und fächerförmig ist, jedoch auch länglich und schlank oder manchmal konkav und gekrümmt sein kann. Sofern vorhanden dient diese Apophyse meist als Konduktor. Der Embolus (drittes Sklerit des Bulbus) variiert hinsichtlich seiner Gestalt von kurzer und langer bis hin zur gekrümmten Erscheinung. Er kann auch haarartig erscheinen. Der Embolus entspringt einem zähen, dehnbaren und sackartigen Gebilde.
Die Epigyne (weibliches Geschlechtsorgan) setzt sich aus zwei integumental-, bzw. hautartigen Falten zusammen, die zwei seitliche Erhebungen mit einem medianen Bereich formen. Dazu besitzt die Epigyne ein großes, eiförmiges und medianes Septum (Trennwand). Die interne Struktur der Epigyne ist bei den Jagdspinnen recht komplex und besteht aus einer Basis mit einem vergrößerten Lumen (Hohlraum) und einem Stiel, der zu den Spermatheken (Samentaschen) führt. Letztere sind bei den Vertretern dieser Familie recht variabel gestaltet.

### Differenzierung zu ähnlichen Spinnen

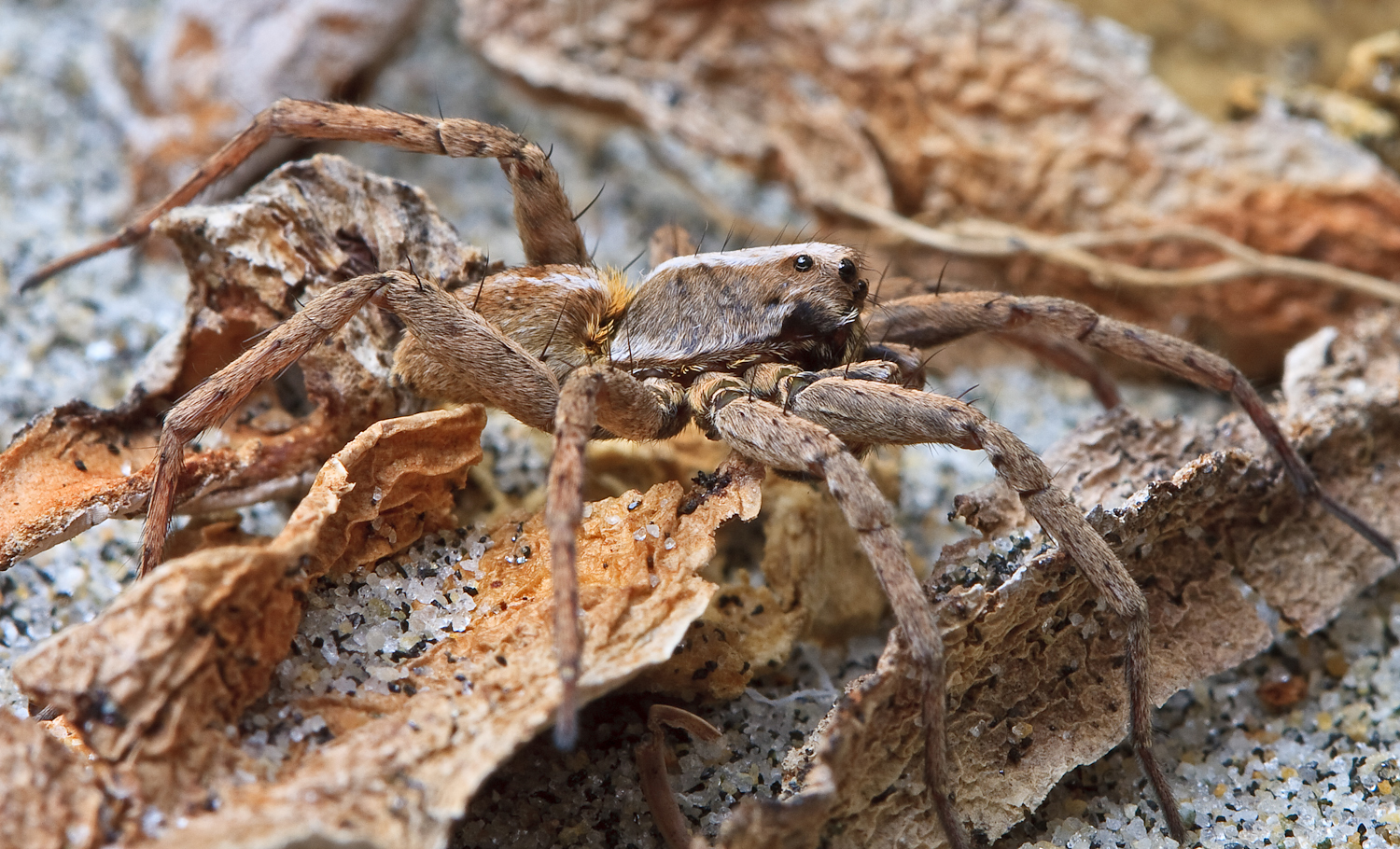
Männliche Wolfspinne (Lycosidae sp.)

Die Jagdspinnen ähneln äußerlich den nah verwandten Wolfspinnen (Lycosidae) und Luchsspinnen (Oxyopidae). Eigenmerkmale, die die Jagdspinnen von Arten der anderen beiden Familien unterscheidet, sind die in einer einzelnen, stark zurückgebogenen Reihe angeordneten und nicht auffallend vergrößerten Oberaugen sowie der abgeflachte Carapax. Auch das sackartige Gebilde der männlichen Jagdspinnen, aus denen die Emboli entspringen, kommen bei Männchen der Wolfs- und der Luchsspinnen nicht vor.

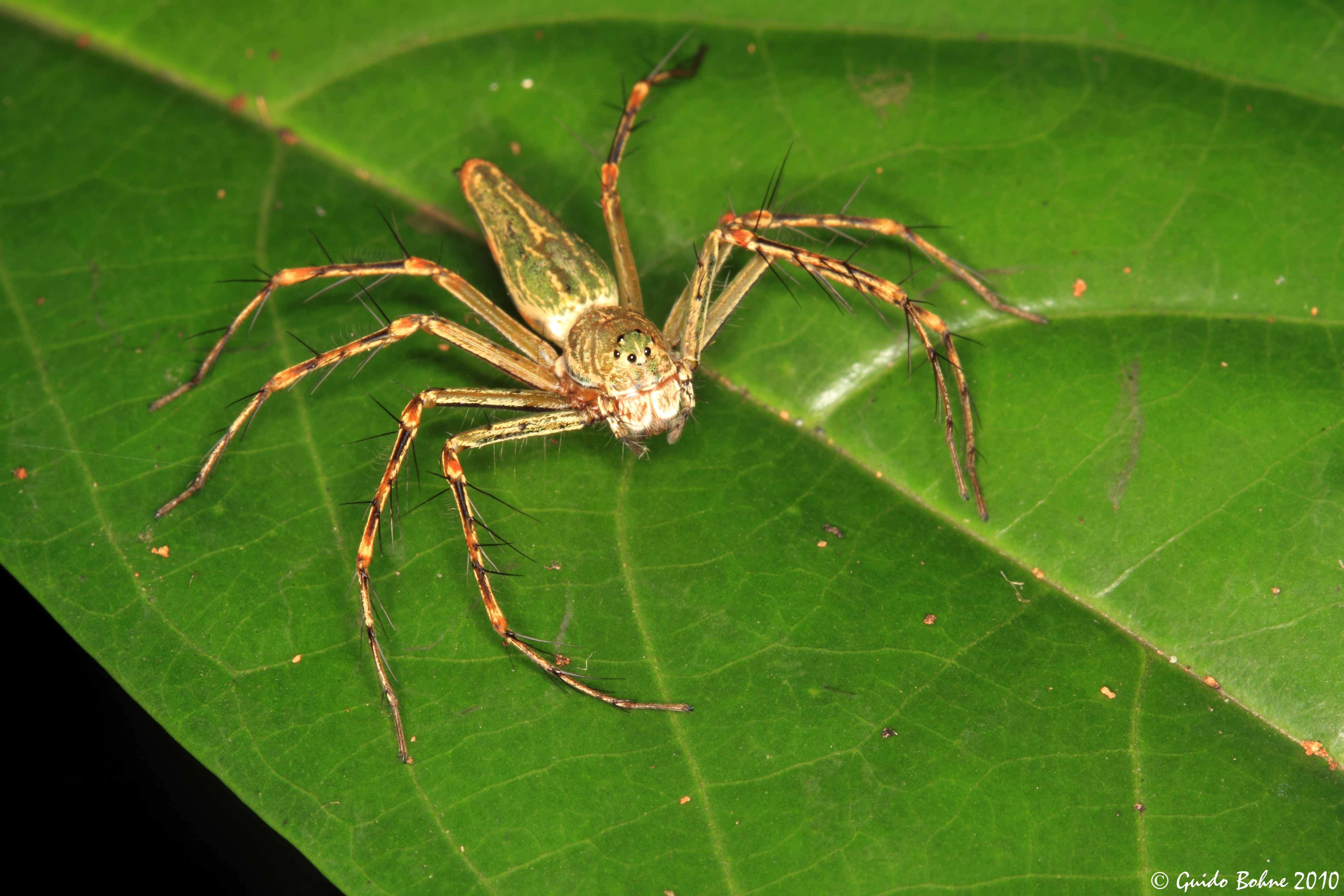
Weibliche Luchsspinne (Oxyopidae sp.)

Wolfspinnen haben wie die Jagd- und die Luchsspinnen ein gitterförmiges Tapetum bei den Nebenaugen. Im Gegensatz zu den Männchen der beiden anderen Familien haben die Wolfspinnen aber keine Tibiaapophyse an den Pedipalpen. Bei den Männchen der Raubspinnen ist diese hingegen ziemlich gut entwickelt. Luchsspinnen unterscheiden sich von den beiden anderen Spinnenfamilien durch die hexagonale Anordnung der Augen und das im Regelfall stark verjüngte Opisthosoma sowie durch die langen halbaufrechten Makrosetae (längere Setae) der Beine.

## Verbreitung und Lebensräume

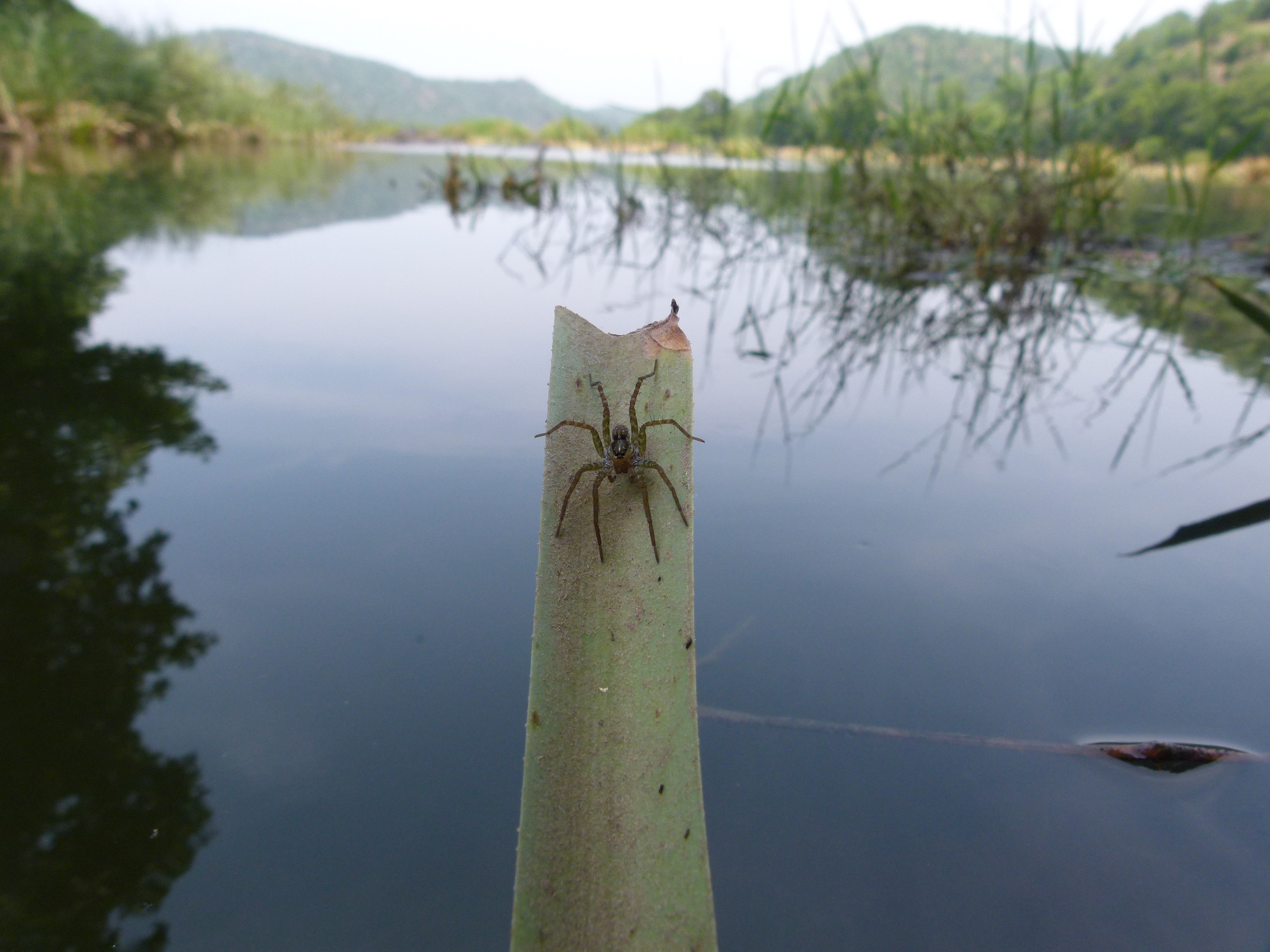
Jagdspinne bei einem See, gefunden im Cauvery Wildlife Sanctuary in Indien.

Die Familie der Jagdspinnen ist weltweit verbreitet. Als Habitate (Lebensräume) kommen der Bodengrund, die Vegetation und die Nähe von Gewässern in Frage. Bevorzugt werden dabei jedoch insbesondere permanente Gewässer bzw. deren Nähe. Auch dies kann zur Unterscheidung der beiden verwandten und oben erwähnten Familien herangezogen werden, da viele Wolfspinnen (Lycosidae) vermehrt Areale mit weitem Gelände und Luchsspinnen (Oxyopidae) oftmals die Vegetation weit über dem Boden als Habitate nutzen.

## Lebensweise

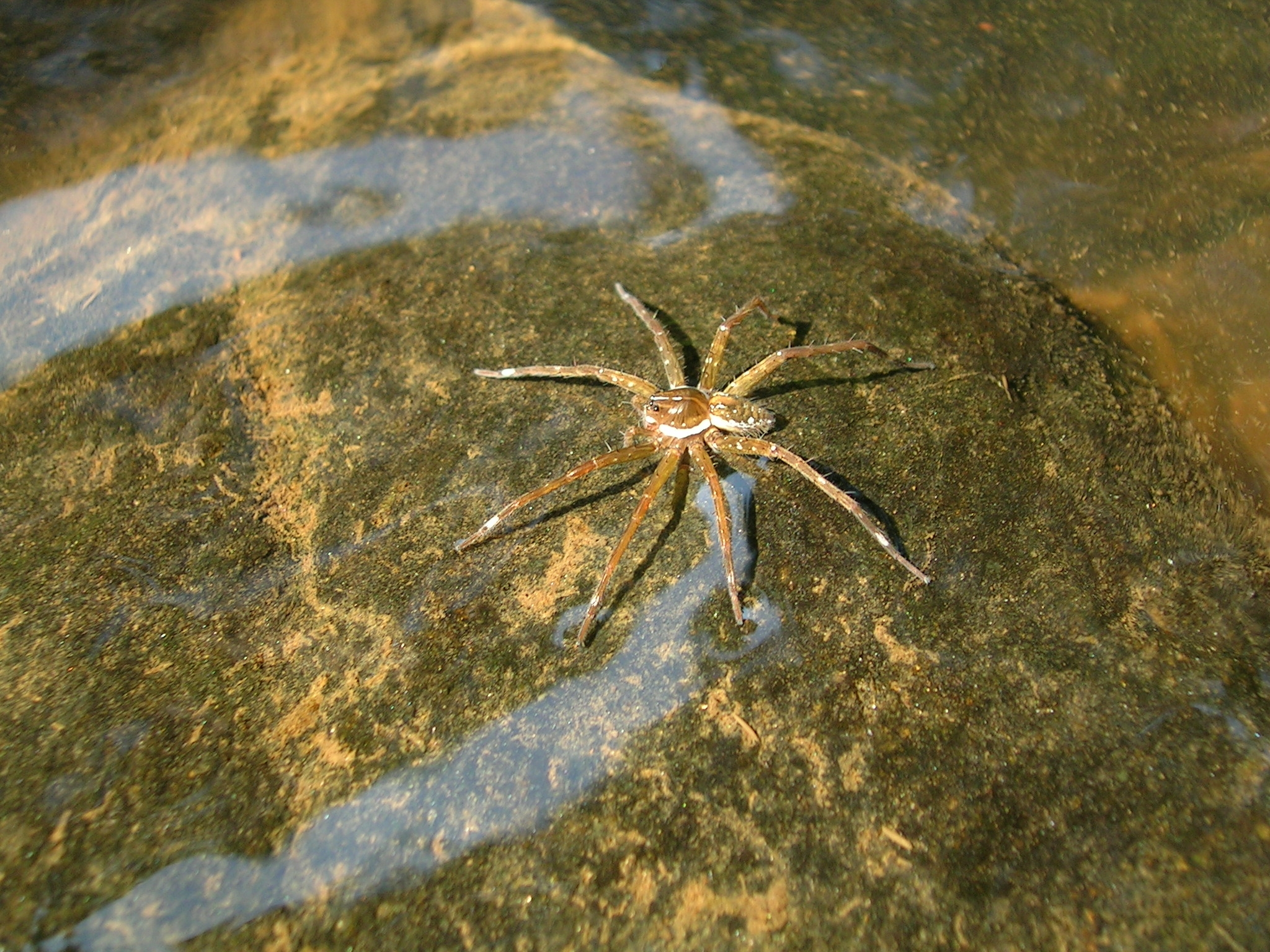
Auf einem Stein bei einem Bach ruhende Jagdspinne

Jagdspinnen werden hinsichtlich ihrer Biologie nicht selten als semiaquatisch betrachtet und verbleiben am Tag weitestgehend reglos und ruhen nicht selten mit ausgebreiteten Beinen an Felsen, Baumstämmen und -stümpfen, jedoch auch gerne an Stegen und Gebäuden. Dabei sind die Tiere durch ihre Färbung gut getarnt. Werden Jagdspinnen gestört, versuchen sie sich zumeist unauffällig zu verziehen. Jagdspinnen neigen etwa bei Verfolgungen von Wegwespen (Pompilidae) außerdem dazu, unter Wasser zu tauchen. Dort können die Tiere 30 Minuten oder länger verbleiben. Zu den Jagdspinnen zählen sowohl tag- als auch nachtaktive Arten.

### Jagdverhalten und Beutespektrum

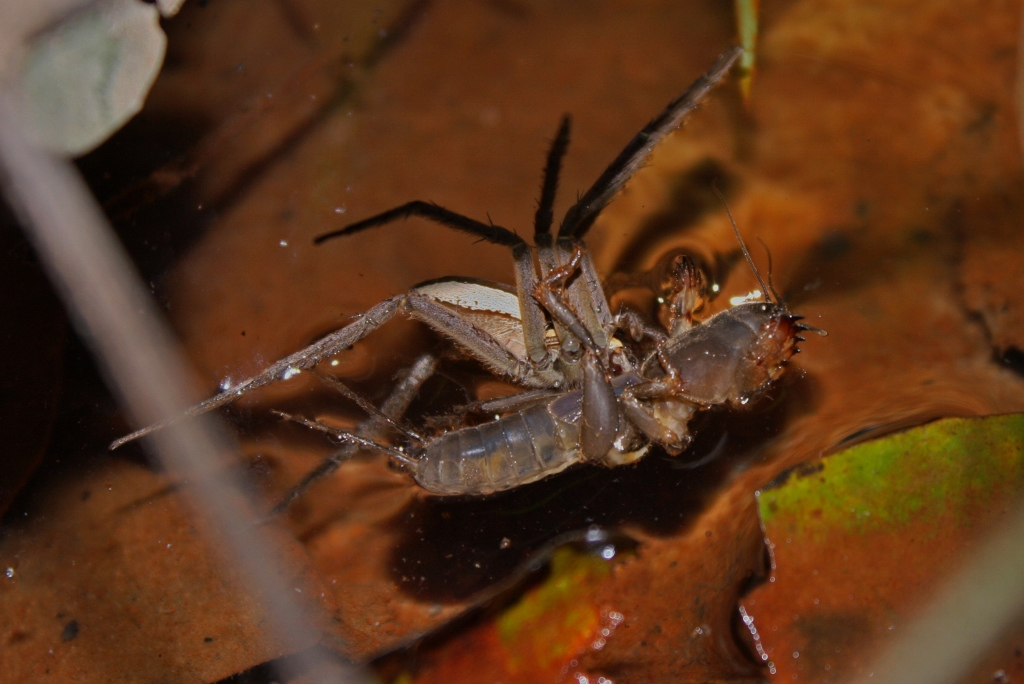
Jagdspinne mit erbeuteter Maulwurfsgrille (Gryllotalpidae sp.)

Jagdspinnen leben wie alle Spinnen räuberisch und besitzen je nach Art verschiedene Jagdmethoden. Einige Vertreter leben als landlebende Lauerjäger. Wieder andere zum Untertauchen fähigen Jagdspinnen jagen häufig bei Beständen von unter Wasser befindlichen Pflanzen in Teichen und Seen sowie Altwässern. Daneben ist die Nahrungssuche zwischen Felsen und der Vegetation entlang der Küstengebiete ebenfalls geläufig. Die tauchfähigen Vertreter der Familie kommen nach einer geglückten Jagd wieder von unterhalb der Wasseroberfläche hervor und widmen sich dem Verzehr des Beutetiers, was oftmals auf einem teilweise untergetauchten Objekt geschieht. Dafür werden die Spitzen der vorderen Beine leicht auf der Wasseroberfläche positioniert.
Zu den Jagdspinnen zählen auch netzbauende Spinnen. In diesem Fall handelt es sich um eine Gespinstdecke, die in einen großen Trichter mündet, der sich oftmals im Bodengrund befindet. Das Funktionsprinzip gleicht also dem des Trichternetzes. Diese Jagdweise kommt etwa in den Jungstadien einiger Jagdspinnen, darunter Arten der Gattungen der Listspinnen (Pisaura) und Pisaurina zum Einsatz. Auch Arten der Gattung Eurychoera stellen Fangnetze her.
Den Großteil der Beutetiere machen Gliederfüßer aus. In das Beutespektrum der tauchfähigen Jagdspinnen fallen mitunter amphibische Insekten und gelegentlich kleine Fische wie die Elritze (Phoxinus phoxinus) sowie Kaulquappen.

### Lebenszyklus
Der Lebenszyklus der Jagdspinnen ist wie bei anderen Spinnen in mehrere Phasen gegliedert. Die Phänologie (Aktivitätszeit) ist je nach Art variabel.

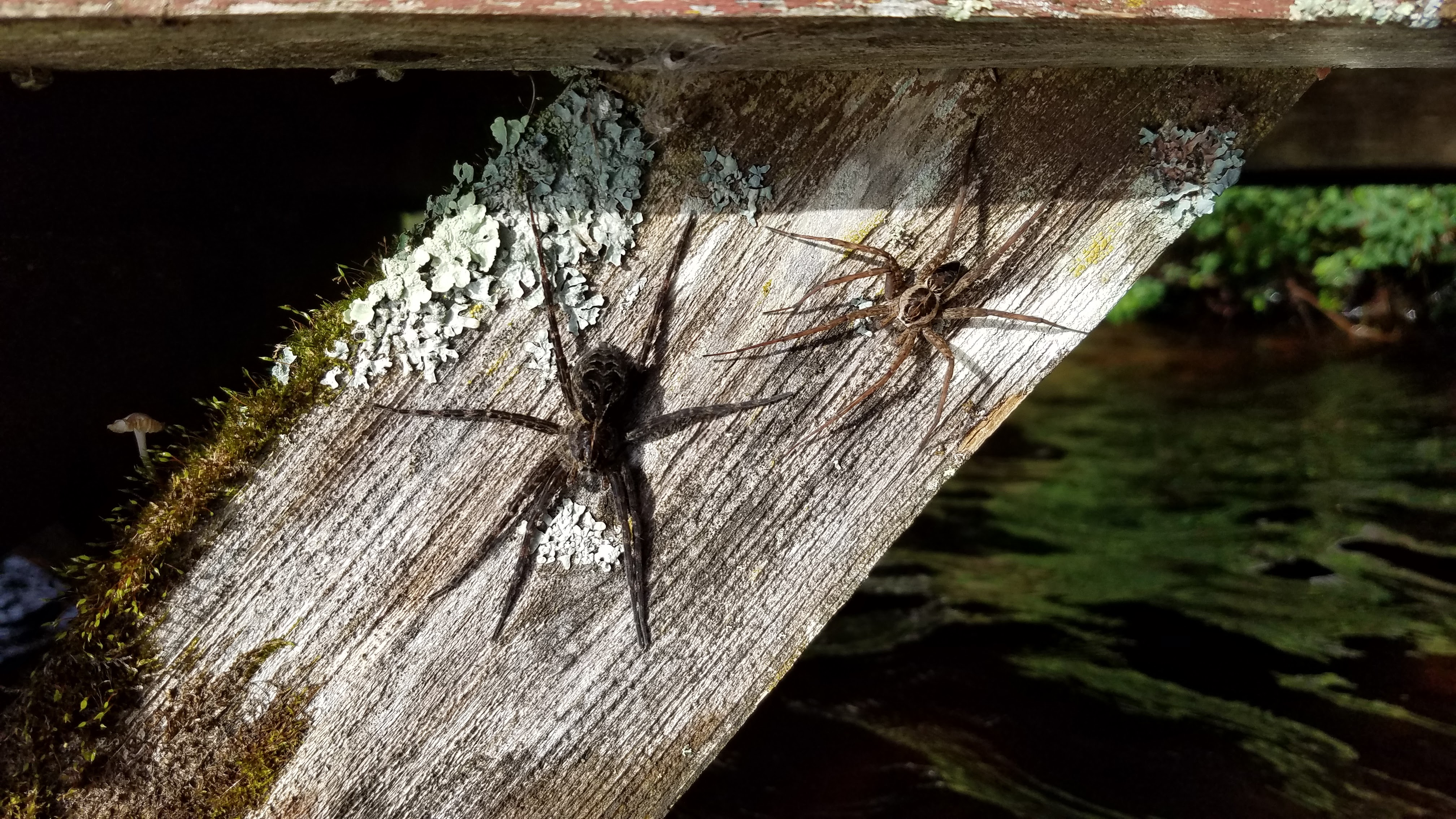
Männchen (rechts) und Weibchen von Dolomedes tenebrosus

Das Paarungs- und Balzverhalten ist bei den Jagdspinnen sehr unterschiedlich ausgeprägt. Am bekanntesten ist die markante Balz der Listspinne (Pisaura mirabilis), bei der das Männchen mit Beutetieren um ein Weibchen wirbt und den Tod vortäuscht, um dem für die Art typischen, sexuellen Kannibalismus zu entgehen. Sexueller Kannibalismus ist vor allem bei Uferjägern (Dolomedes) belegt.
Einige Zeit nach der Paarung fertigt ein begattetes Weibchen einen Eikokon an, den es mithilfe der Cheliceren angeheftet unter sich trägt. Nach einer weiteren Zeitperiode fertigt das Weibchen ein zeltartiges Brutgespinst an, das es an einem Strauch, an höheren Gräsern oder zwischen Steinen anlegt. Der Kokon wird darin deponiert und das Weibchen bewacht diesen, indem es auf dem Außenkonstrukt des Brutgespinstes verweilt. Kurz vor dem Schlupf der Jungtiere verlässt die Mutter zumeist ihre Nachkommen, während diese noch einige Zeit in dem Gespinst verbleiben können. Bei anderen Arten, etwa den drei in Mitteleuropa vorkommenden, wird jedoch auch der Nachwuchs von der Mutter für einige Zeit bewacht.
Die Jungtiere, die angehäuft noch im Netz verweilen, verteilen sich bei Störungen auf mehrere Bereiche des Brutgespinstes. Nachdem sie sich verselbstständigt haben, wachsen sie wie bei Spinnen üblich über mehrere Häutungen heran.

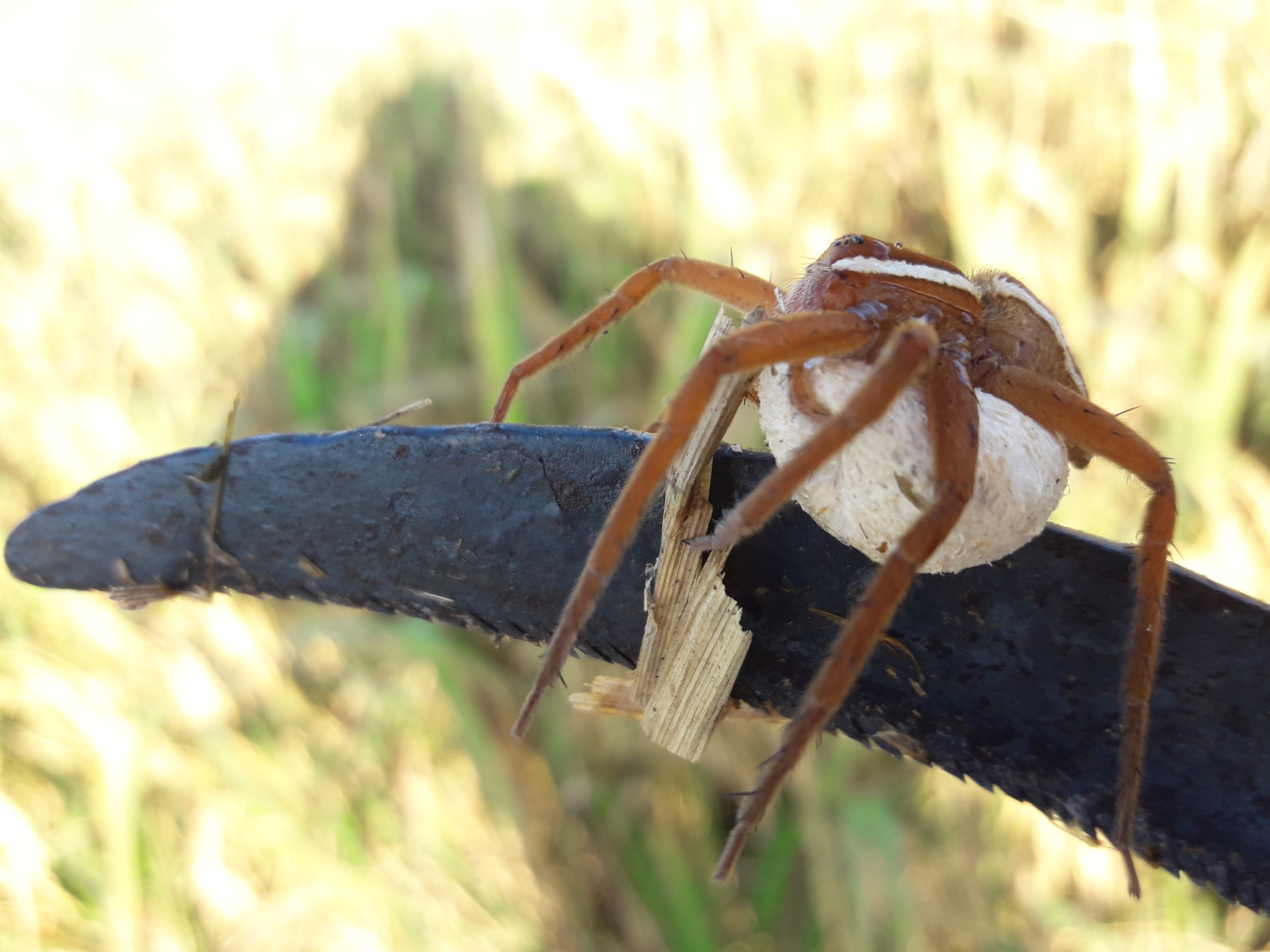
Weibliche Jagdspinne mit Eikokon
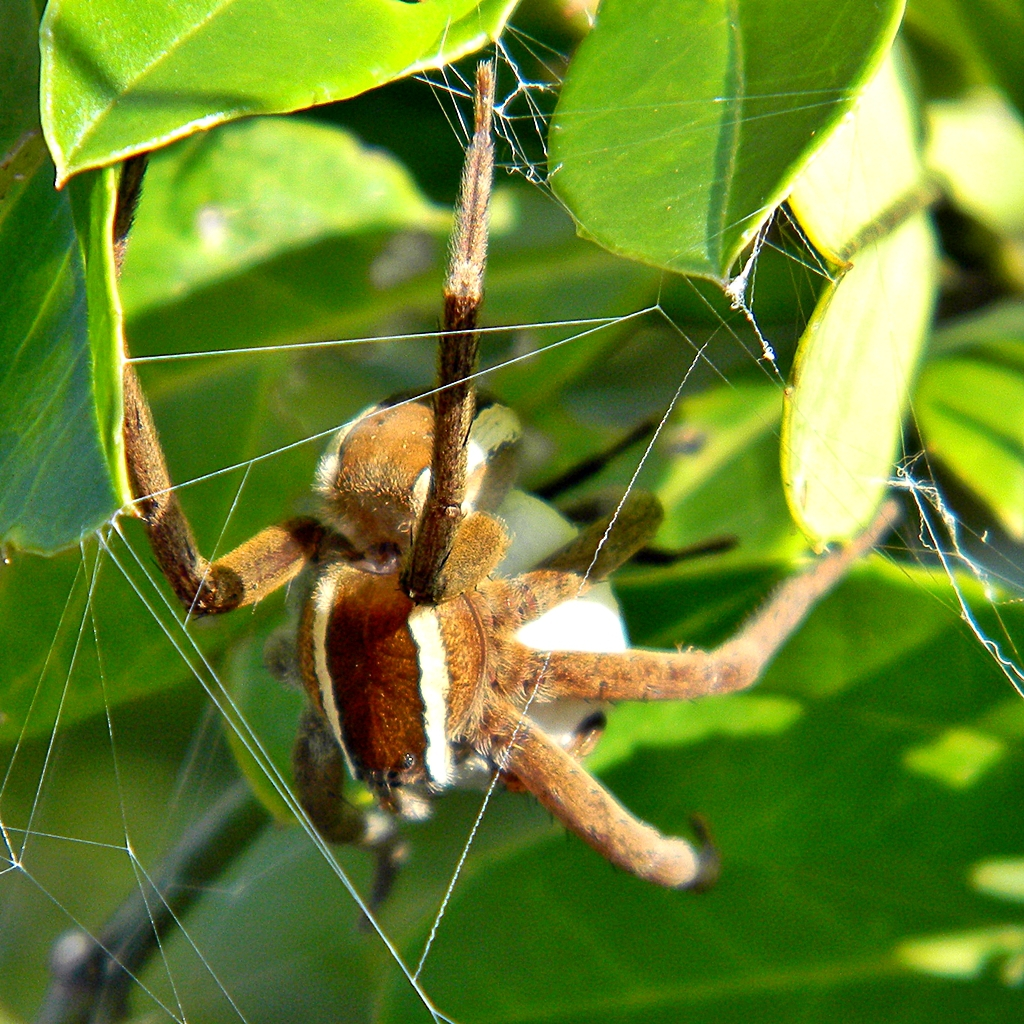
Ein Weibchen von Pisaurina brevipes beim Anfertigen des Brutgespinstes. Der Eikokon wird hier noch von der Spinne getragen.
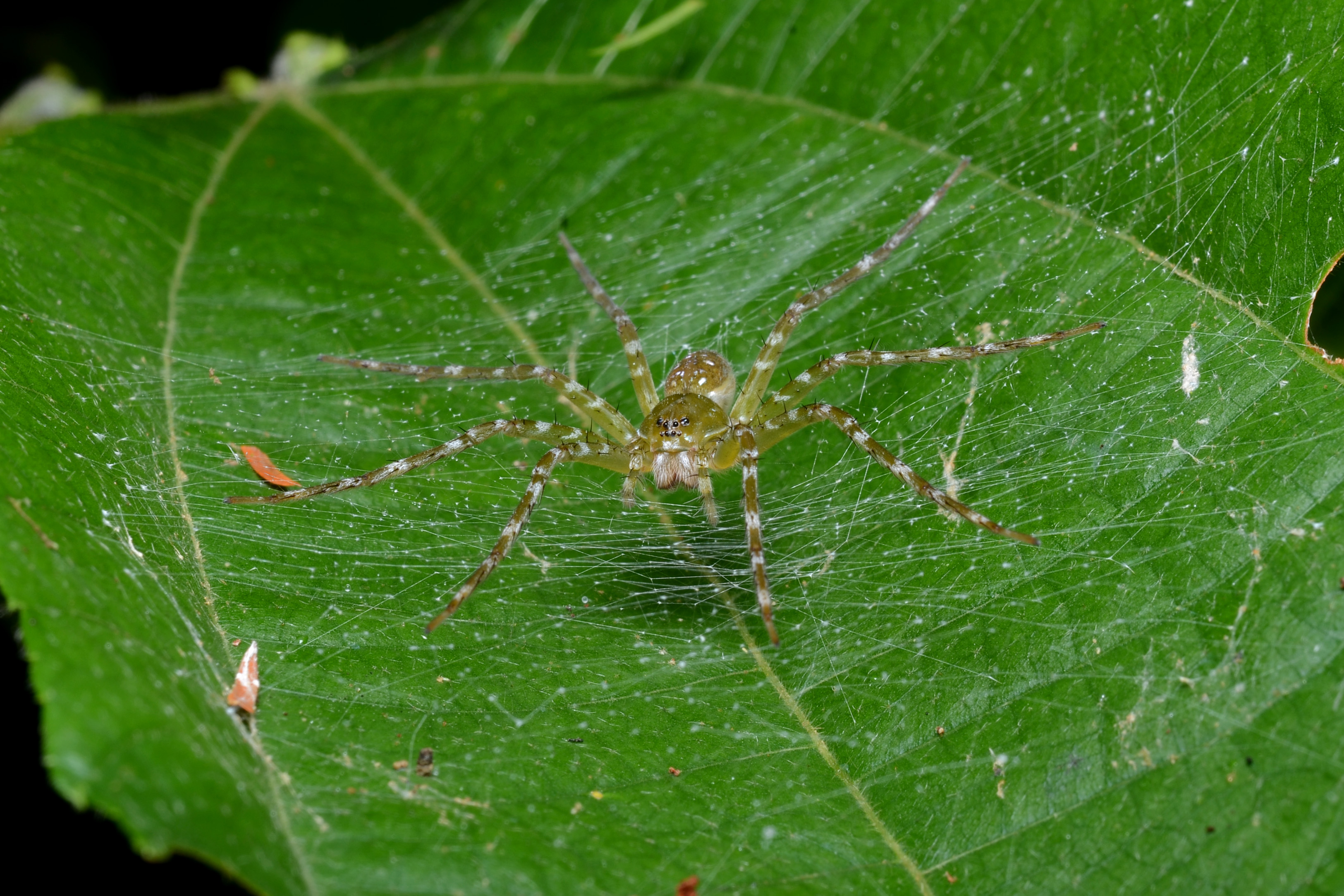
Weibliche Jagdspinne auf dem Außenbereich ihres Brutgespinsts
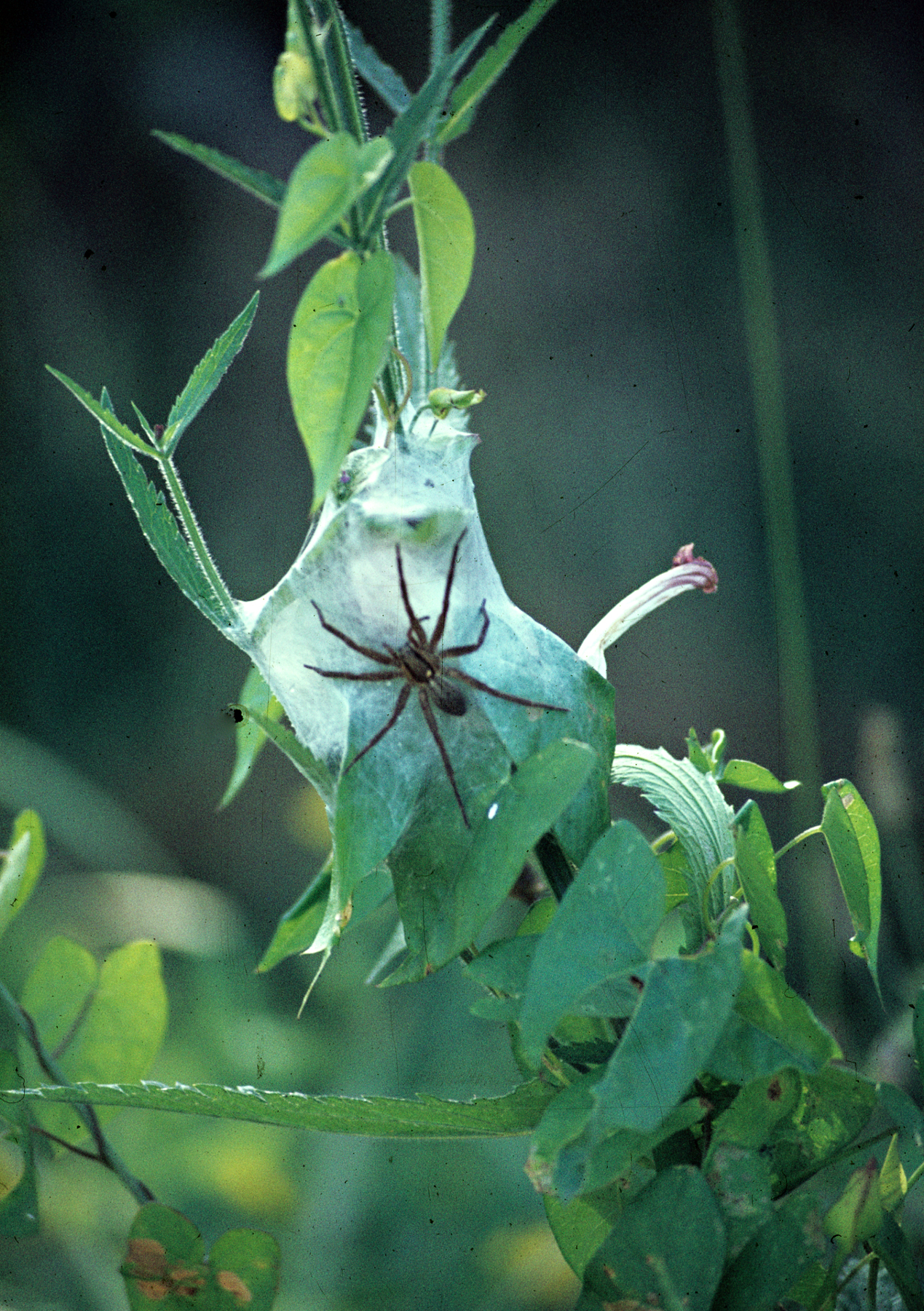
Ein Weichen von Dolomedes minor mit seinem im Brutgespinst deponierten Eikokon
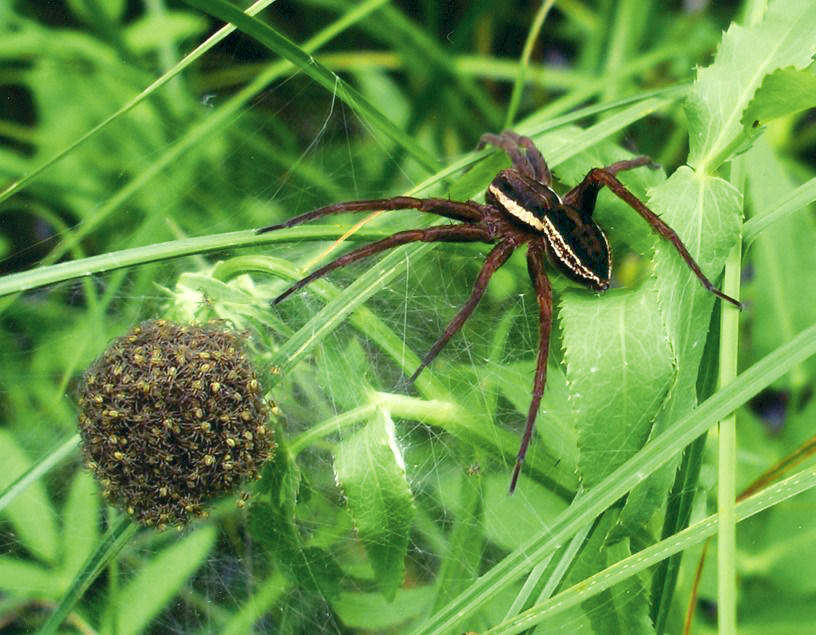
Weibchen der Gerandeten Jagdspinne (Dolomedes fimbriatus) mit Nachkommen
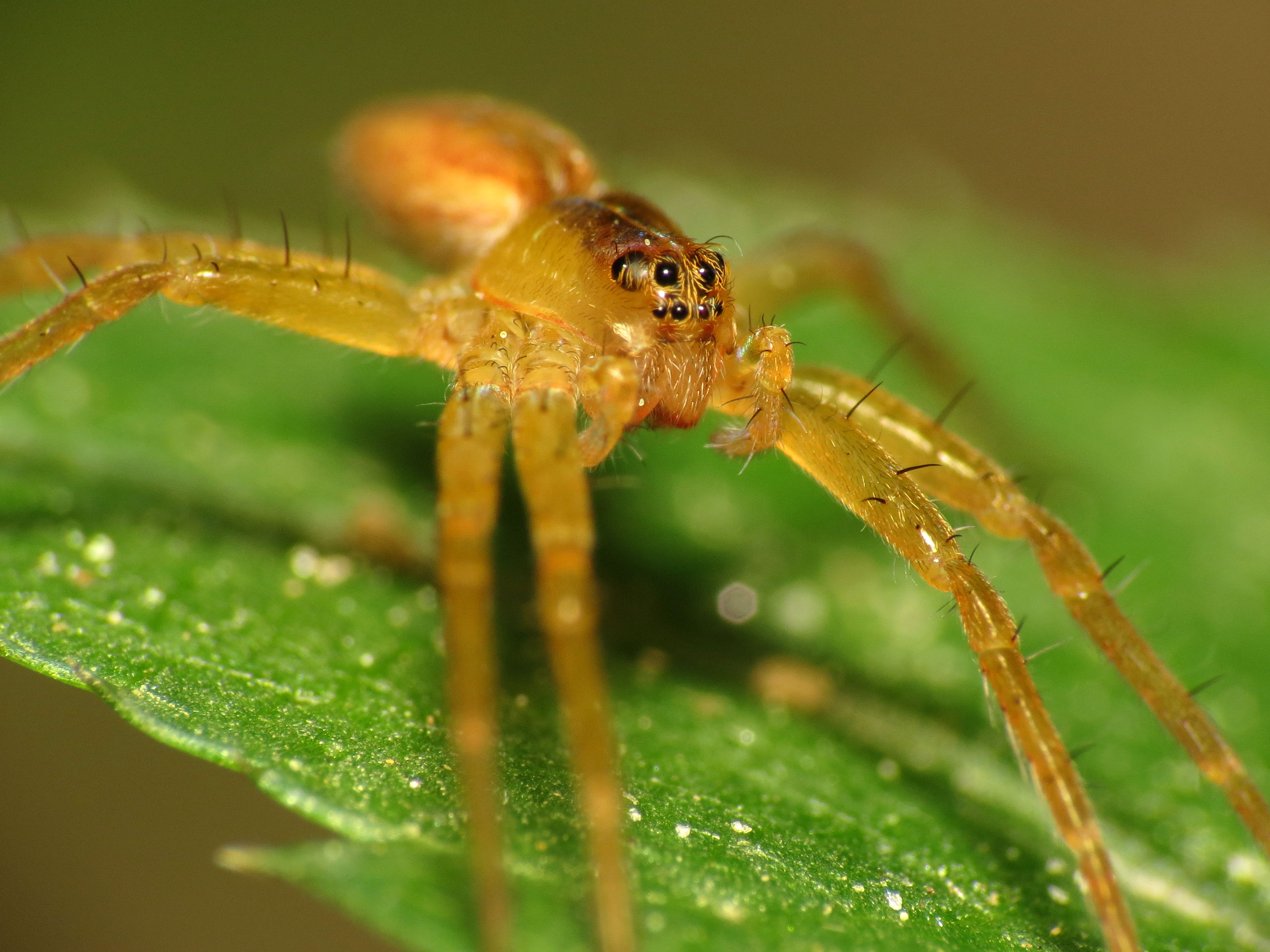
Junge Jagdspinne

## Systematik
Die Systematik der Jagdspinnen durchlief mehrere Änderungen. Die Typusgattung der Familie ist die der Listspinnen (Pisaura). Die wissenschaftliche Bezeichnung „Pisauridae“ der Familie der Jagdspinnen leitet sich ebenfalls von dieser Gattung ab, die sich wiederum auf die italienische Stadt Pesaro bezieht.

### Beschreibungsgeschichte
Die Familie der Jagdspinnen wurde 1890 von Eugène Simon erstbeschrieben. Pekka Taisto Lehtinen separierte 1967 einige zu den Jagdspinnen zählende Taxa, indem er für diese die Familie der Dolomedidae aufstellte. Dies wurde 1990 von Petra Sierwald wieder rückgängig gemacht. Sierwald fasste einige Gattungen, die der zur Familie der Fischerspinnen (Trechaleidae) zählenden Gattung Trechalea ähneln, zu einer Gruppe zusammen und merkte schon damals an, dass diese nicht zu den Jagdspinnen zählen können. Diese Gattungen zählen heute zur Familie der Fischerspinnen. Die Familie der Bradystichidae wurde 1993 von Norman I. Platnick und Raymond Robert Forster und die der Halidae ein Jahr später von Rudy Jocqué zu älteren Synonymen der Jagdspinnen umgewandelt. John Alan Murphy und Michael John Roberts stellten 2015 die Vermutung auf, dass die monotypische Familie der Senoculidae, bzw. die Gattung Senoculus ebenfalls zu den Jagdspinnen zählen könnte.

### Innere Systematik
2007 erfolgte seitens Adalberto J. Santos in Teilen eine phylogenetische (die Abstammung betreffende) Analyse der Jagdspinnen. Für die Analyse wurden 21 Taxa innerhalb der Familie mit einbezogen, darunter vor allem neun Arten der neotropischen Gattung Architis mitsamt der damals noch als Staberius spinipes geführten Art A. spinipes, sieben Exemplare anderer Gattungen der Jagdspinnen und überdies fünf Taxa, die selber jedoch nicht zu dieser Familie zählen. Für die Analyse wurden auf 59 morphologische und drei Verhaltensmerkmale der Spinnen zurückgegriffen. Folgendes Kladogramm verbildlicht die innere Systematik der Jagdspinnen nach Santos:
|  | Pisaurnia             |
|  |                       |
|  | Uferjäger (Dolomedes) |
|  |                       |

|  | Listspinnen (Pisaura) |
|  |                       |
|  | Euprosthenops         |
|  |                       |

|  | Pisaurnia             |
|  |                       |
|  | Uferjäger (Dolomedes) |
|  |                       |

|  | Listspinnen (Pisaura) |
|  |                       |
|  | Euprosthenops         |
|  |                       |

|  | \| \| Tinus \| \| \| \| \| \| Thaumasia \| \| \| \| |
|  |                                                     |
|  | Architis                                            |
|  |                                                     |
|  | Tinus                                               |
|  |                                                     |
|  | Thaumasia                                           |
|  |                                                     |

|  | Tinus     |
|  |           |
|  | Thaumasia |
|  |           |

|  | Pisaurnia             |
|  |                       |
|  | Uferjäger (Dolomedes) |
|  |                       |

|  | Listspinnen (Pisaura) |
|  |                       |
|  | Euprosthenops         |
|  |                       |

|  | Pisaurnia             |
|  |                       |
|  | Uferjäger (Dolomedes) |
|  |                       |

|  | Listspinnen (Pisaura) |
|  |                       |
|  | Euprosthenops         |
|  |                       |

|  | \| \| Tinus \| \| \| \| \| \| Thaumasia \| \| \| \| |
|  |                                                     |
|  | Architis                                            |
|  |                                                     |
|  | Tinus                                               |
|  |                                                     |
|  | Thaumasia                                           |
|  |                                                     |

|  | Tinus     |
|  |           |
|  | Thaumasia |
|  |           |

|  | Pisaurnia             |
|  |                       |
|  | Uferjäger (Dolomedes) |
|  |                       |

|  | Listspinnen (Pisaura) |
|  |                       |
|  | Euprosthenops         |
|  |                       |

|  | Pisaurnia             |
|  |                       |
|  | Uferjäger (Dolomedes) |
|  |                       |

|  | Listspinnen (Pisaura) |
|  |                       |
|  | Euprosthenops         |
|  |                       |

|  | \| \| Tinus \| \| \| \| \| \| Thaumasia \| \| \| \| |
|  |                                                     |
|  | Architis                                            |
|  |                                                     |
|  | Tinus                                               |
|  |                                                     |
|  | Thaumasia                                           |
|  |                                                     |

|  | Tinus     |
|  |           |
|  | Thaumasia |
|  |           |

|  | Pisaurnia             |
|  |                       |
|  | Uferjäger (Dolomedes) |
|  |                       |

|  | Listspinnen (Pisaura) |
|  |                       |
|  | Euprosthenops         |
|  |                       |

|  | Pisaurnia             |
|  |                       |
|  | Uferjäger (Dolomedes) |
|  |                       |

|  | Listspinnen (Pisaura) |
|  |                       |
|  | Euprosthenops         |
|  |                       |

|  | \| \| Tinus \| \| \| \| \| \| Thaumasia \| \| \| \| |
|  |                                                     |
|  | Architis                                            |
|  |                                                     |
|  | Tinus                                               |
|  |                                                     |
|  | Thaumasia                                           |
|  |                                                     |

|  | Tinus     |
|  |           |
|  | Thaumasia |
|  |           |

### Gattungen
Der World Spider Catalog listet für die Raubspinnen 51 Gattungen und 353 Arten.
- Afropisaura Blandin, 1976
- Archipirata Simon, 1898
  - A. tataricus Simon, 1898
- Architis Simon, 1898
- BlandiniaTonini, Paulo da Silva, Serpa Filho & Freitas, 2016
  - B. mahasoana Blandin, 1979
- Bradystichus Simon, 1884
- Caledomedes Raven & Hebron, 2018
  - C. flavovittatus (Simon, 1880)
- Caripetella Strand, 1928
  - C. madagascariensis (Lenz, 1886)
- Charminus Thorell, 1899
- Chiasmopes Pavesi, 1883
- Cispinilus Roewer, 1955
  - C. flavidus (Simon, 1910)
- Cispius Simon, 1898
- Cladycnis Simon, 1898
  - C. insignis (Lucas, 1838)
- Conakrya Schmidt, 1956
  - C. wolffi Schmidt, 1956
- Dendrolycosa Doleschall, 1859
- Uferjäger (Dolomedes) Latreille, 1804
  - D. aquaticus Goyen, 1888
  - Gerandete Jagdspinne (D. fimbriatus) (Clerck, 1757)
  - Gerandete Wasserspinne (D. plantarius) (Clerck, 1757)
  - Sechspunkt-Jagdspinne (D. triton) (Walckenaer, 1837)
- Eucamptopus Pocock, 1900
  - E. coronatus Pocock, 1900
- Euprosthenops Pocock, 1897
- Euprosthenopsis Blandin, 1974
- Hala Jocqué, 1994
- Hygropoda Thorell, 1894
- Ilipula Simon, 1903
  - I. anguicula Simon, 1903
- Inola Davies, 1982
- Mangromedes Raven, 2018
- Maypacius Simon, 1898
- Megadolomedes Davies & Raven, 1980
  - M. australianus (L. Koch, 1865)
- Nilus O. Pickard-Cambridge, 1876
- Ornodolomedes Raven & Hebron, 2018
- Papakula Strand, 1911
  - P. niveopunctata Strand, 1911
- Paracladycnis Blandin, 1979
  - P. vis Blandin, 1979
- Perenethis L. Koch, 1878
- Phalaeops Roewer, 1955
- Listspinnen (Pisaura) Simon, 1885
  - Listspinne (P. mirabilis) (Clerck, 1757)
- Pisaurina Simon, 1898
- Polyboea Thorell, 1895
- Qianlingula Zhang, Zhu & Song, 2004
- Rothus Simon, 1898
- Sphedanus Thorell, 1877
- Stoliczka O. Pickard-Cambridge, 1885
- Tallonia Simon, 1889
  - T. picta Simon, 1889
- Tapinothele Simon, 1898
  - T. astuta Simon, 1898
- Tapinothelella Strand, 1909
  - T. laboriosa Strand, 1909
- Tapinothelops Roewer, 1955
- Tasmomedes Raven, 2018
  - T. eberhardarum Strand, 1913
- Tetragonophthalma Karsch, 1878
  - T. vulpina (Simon, 1898)
- Thalassiopsis Roewer, 1955
  - T. vachoni Roewer, 1955
- Thaumasia Perty, 1833
- Tinus F. O. Pickard-Cambridge, 1901
- Tolma Jocqué, 1994
  - T. toreuta Jocqué, 1994
- Voraptipus Roewer, 1955
  - V. agilis Roewer, 1955
- Vuattouxia Blandin, 1979
  - V. kouassikonani Blandin, 1979
- Walrencea Blandin, 1979
  - W. globosa Blandin, 1979

#### Transferierte Gattungen
22 Gattungen galten einst als zu den Jagdspinnen zugehörig, wurden jedoch mittlerweile transferiert. Die Gattungen sind:
- Aenigmaaranea Strand, 1929 – Zählt nun zu den Wolfspinnen (Lycosidae).
- Aglaoctenus Tullgren, 1905 – Zählt nun zu den Wolfspinnen.
- Ancylometes Bertkau, 1880 – Zählt nun zu den Kammspinnen (Ctenidae).
- Anoteropsis L. Koch, 1878 – Zählt nun zu den Wolfspinnen.
- Calacadia Exline, 1960 – Zählt nun zu den Gezeitenspinnen (Desidae).
- Corinoctenus Mello-Leitão, 1939 – Zählt nun zu den Kammspinnen.
- Demelodos Mello-Leitão, 1943 – Zählt nun zu den Fischerspinnen (Trechaleidae).
- Dossenus Simon, 1898 – Zählt nun zu den Fischerspinnen.
- Dyrines Simon, 1903 – Zählt nun zu den Fischerspinnen.
- Dyrinoides Badcock, 1932 – Zählt nun zu den Fischerspinnen.
- Enna O. Pickard-Cambridge, 1897 – Zählt nun zu den Fischerspinnen.
- Hesydrus Simon, 1898 – Zählt nun zu den Fischerspinnen.
- Ischalea L. Koch, 1872 – Zählt nun zu den Gezeitenspinnen.
- Melocosa Gertsch, 1937 – Zählt nun zu den Wolfspinnen.
- Nukuhiva Berland, 1935 – Zählt nun zu den Wolfspinnen.
- Paradossenus F. O. Pickard-Cambridge, 1903 – Zählt nun zu den Fischerspinnen.
- Pycnoctenus L. Koch, 1878 – Zählt nun zur Familie der Cycloctenidae.
- Shinobius Yaginuma, 1991 – Zählt nun zu den Fischerspinnen.
- Syntrechalea F. O. Pickard-Cambridge, 1902 – Zählt nun zu den Fischerspinnen.
- Trechalea Thorell, 1870 – Zählt nun zu den Fischerspinnen.
- Tunabo Chamberlin, 1916 – Zählt nun zu den Fischerspinnen.
- Voraptus Simon, 1898 – Zählt nun zu den Wanderspinnen (Miturgidae).

#### Synonymisierte Gattungen
18 Gattungen, die zuletzt zu den Jagdspinnen zählten, wurden mit anderen innerhalb der Familie synonymisiert und verloren somit ihren Gattungsstatus. Diese einstigen Gattungen sind:
- Campostichommides Strand, 1911 – Synonymisiert mit der Gattung Dendrolycosa Doleschall unter Jäger, 2011.
- Cispiolus Roewer, 1955 – Synonymisiert mit den Uferjägern (Dolomedes) unter Blandin, 1979.
- Cispiomma Roewer, 1955 – Synonymisiert mit der Gattung Cispius unter Blandin, 1978.
- Dianpisaura Zhang, Zhu & Song, 2004 – Synonymisiert mit der Gattung Dendrolycosa unter Jäger.
- Euprosthenomma Roewer, 1955 – Synonymisiert mit der Gattung Euprosthenops unter Blandin, 1974.
- Eurychoera Thorell, 1897 – Synonymisiert mit der Gattung Sphedanus unter Jäger, 2011.
- Hesydrimorpha Strand, 1911 – Synonymisiert mit der Gattung Papakula unter Jäger, 2010.
- Hypsithylla Simon, 1903 – Synonymisiert mit der Gattung Hygropoda unter Silva, 2012.
- Mimicosa Petrunkevitch, 1925 – Synonymisiert mit der Gattung Architis unter Santos, 2007.
- Pelopatis Bishop, 1924 – Synonymisiert mit der Gattung Pisaurina unter Carico, 1972.
- Pisaurellus Roewer, 1961 – Synonymisiert mit der Gattung Perenethis unter Sierwald, 1997 (lediglich durch Synonyminierung der Typusart).
- Podophthalma Brito Capello, 1867 – Synonymisiert mit der Gattung Euprosthenops unter Pocock, 1897.
- Sisenna Simon, 1898 – Synonymisiert mit der Gattung Architis unter Carico, 1993.
- Spencerella Pocock, 1898 – Synonymisiert mit der Gattung Chiasmopes unter Blandin, 1974.
- Staberius Simon, 1898 – Synonymisiert mit der Gattung Architis unter Santos, 2007.
- Teippus Chamberlin, 1924 – Synonymisiert mit den Uferjägern zuerst 1934 unter Gertsch und 1973 unter Carico.
- Thalassius Simon, 1885 – Synonymisiert mit der Gattung Nilus unter Jäger, 2011.
- Thanatidius Simon, 1898 – Synonymisiert mit der Gattung Pisaurina unter Carico, 1972.

#### Ersetztes Homonym
Eine Gattung der Jagdspinnen hatte zuvor eine Bezeichnung, die mit der einer anderen Gattung identisch war. Dieses nun ersetzte Homonym war.
- Ransonia Blandin, 1979 – Aufgehoben unter Tonini, 2016.